# باکلان بی‌پرواز
باکلان بی‌پرواز (نام علمی: Phalacrocorax harrisi) نام یک گونه از سرده باکلان‌ها است.